# Kosárlabda a 2019. évi Európa-játékokon
A 2019. évi Európa-játékokon a kosárlabdatornákat június 21. és 24. között tartották. A férfiaknál és a nőknél is egyaránt 16 csapat küzdött meg a bajnoki címért. A tornán a 3x3 kosárlabda szakág versenyszámát rendezték meg.

## Éremtáblázat
|    | Ország                 | Arany | Ezüst | Bronz | Összesen |
| 1. | Franciaország (FRA)    | 1     | 0     | 0     | 1        |
| 1. | Oroszország (RUS)      | 1     | 0     | 0     | 1        |
|    |                        |       |       |       |          |
| 3. | Észtország (EST)       | 0     | 1     | 0     | 1        |
| 3. | Lettország (LAT)       | 0     | 1     | 0     | 1        |
|    |                        |       |       |       |          |
| 5. | Fehéroroszország (BLR) | 0     | 0     | 2     | 2        |

## Érmesek

### Férfi torna
| A 2019. évi Európa-játékok érmesei férfi kosárlabdában                                  | A 2019. évi Európa-játékok érmesei férfi kosárlabdában                                   | A 2019. évi Európa-játékok érmesei férfi kosárlabdában                                                  | A 2019. évi Európa-játékok érmesei férfi kosárlabdában |
| --------------------------------------------------------------------------------------- | ---------------------------------------------------------------------------------------- | --- | ------------------------------------------------------ |
| arany                                                                                   | ezüst                                                                                    | bronz                                                                                                   |                                                        |
| Oroszország (RUS) · Alexey Zherdev · Kirill Pisklov · Ilia Karpenkov · Stanislav Sharov | Lettország (LAT) · Roberts Paze · Martins Steinbergs · Armands Senkans · Armands Ginters | Fehéroroszország (BLR) · Mikita Mescsarakov · Szjarhej Vabiscsevics · Andrej Rahozenka · Maksim Liutych |                                                        |

### Női torna
| A 2015. évi Európa-játékok érmesei női kosárlabdában                                            | A 2015. évi Európa-játékok érmesei női kosárlabdában                             | A 2015. évi Európa-játékok érmesei női kosárlabdában                                                    | A 2015. évi Európa-játékok érmesei női kosárlabdában |
| ----------------------------------------------------------------------------------------------- | -------------------------------------------------------------------------------- | --- | ---------------------------------------------------- |
| arany                                                                                           | ezüst                                                                            | bronz                                                                                                   |                                                      |
| Franciaország (FRA) · Caroline Heriaud · Mousdandy Djalbi-Tabdi · Johanna Tayeau · Assitan Koné | Észtország (EST) · Kadri-Ann Lass · Annika Koster · Merike Anderson · Janne Pulk | Fehéroroszország (BLR) · Anastasiya Sushchyk · Draya Mahalias · Natallia Dashkevich · Maryna Ivashchnka |                                                      |